# Maudaha
Maudaha är en ort i Indien.   Den ligger i distriktet Hamīrpur och delstaten Uttar Pradesh, i den centrala delen av landet, 400 km sydost om huvudstaden New Delhi. Maudaha ligger 127 meter över havet och antalet invånare är 37 844.
Terrängen runt Maudaha är mycket platt. Runt Maudaha är det tätbefolkat, med 297 invånare per kvadratkilometer. Det finns inga andra samhällen i närheten. Trakten runt Maudaha består till största delen av jordbruksmark.